# Mistrzostwa ASEAN 2000
Puchar Tygrysa 2000 jest to 3 edycja tego turnieju. Rozgrywany był w dniach 5-18 listopada 2000. Uczestniczyło w nim 9 azjatyckich reprezentacji.

## Zespoły
- Birma
- Filipiny
- Indonezja
- Kambodża
- Laos
- Malezja
- Singapur
- Tajlandia
- Wietnam

## Wyniki

### Faza grupowa

#### Grupa A
| Reprezentacja | Pkt | M | W | R | P | Br+ | Br- | +/- |
| ------------- | --- | - | - | - | - | --- | --- | --- |
| Tajlandia     | 9   | 3 | 3 | 0 | 0 | 9   | 2   | +7  |
| Indonezja     | 6   | 3 | 2 | 0 | 1 | 9   | 4   | +5  |
| Birma         | 3   | 3 | 1 | 0 | 3 | 4   | 8   | -4  |
| Filipiny      | 0   | 3 | 0 | 0 | 3 | 0   | 8   | -8  |

| 6 listopada 2000 | Indonezja · Aji Santosa 31' · Kurniawan Dwi Yulianto 58' · Eko Purdjianto 84' | 3:01:0 | Filipiny | 700th Anniversary Stadium, Chiang Mai |
|                  |                                                                               |        |          |                                       |

| 6 listopada 2000 | Tajlandia · Kiatisuk Senamuang 4' · Sakesan Pituratana 47' · Surachai Jaturapattarapong 74' | 3:11:0 | Birma · 62' Aung Kyaw Tun | 700th Anniversary Stadium, Chiang Mai |
|                  |                                                                                             |        |                           |                                       |

| 8 listopada 2000 | Birma · Thet Naing Soe 65' · Zaw Htike 69' · Nay Thu Hlaing 71' | 3:00:0 | Filipiny | 700th Anniversary Stadium, Chiang Mai |
|                  |                                                                 |        |          |                                       |

| 10 listopada 2000 | Tajlandia · Worrawoot Srimaka 25', 49' · Kiatisuk Senamuang 52' · Dusit Chalermsan 79' | 4:11:0 | Indonezja · 57' Gendut Doni Christiawan | 700th Anniversary Stadium, Chiang Mai |
|                   |                                                                                        |        |                                         |                                       |

| 12 listopada 2000 | Birma | 0:50:1 | Indonezja · 43', 57' Gendut Doni Christiawan · 70' Uston Nawawi · 74', 82' Kurniawan Dwi Yulianto | 700th Anniversary Stadium, Chiang Mai |
|                   |       |        |                                                                                                   |                                       |

| 12 listopada 2000 | Tajlandia · Kiatisuk Senamuang 4' · Anuruck Srikert 14' | 2:0 | Filipiny | 700th Anniversary Stadium, Chiang Mai |
|                   |                                                         |     |          |                                       |

#### Group B
| Reprezentacja | Pkt | M | W | R | P | Br+ | Br- | +/- |
| ------------- | --- | - | - | - | - | --- | --- | --- |
| Wietnam       | 10  | 4 | 3 | 1 | 0 | 12  | 0   | +12 |
| Malezja       | 10  | 4 | 3 | 1 | 0 | 9   | 2   | +7  |
| Singapur      | 6   | 4 | 2 | 0 | 2 | 4   | 2   | +2  |
| Kambodża      | 3   | 4 | 1 | 0 | 3 | 5   | 10  | -5  |
| Laos          | 0   | 4 | 0 | 0 | 4 | 0   | 16  | -16 |

| 5 listopada 2000 | Singapur · Rafi Ali 25' | 1:00:0 | Kambodża | Tinsulanon Stadium, Songkhla |
|                  |                         |        |          |                              |

| 5 listopada 2000 | Wietnam | 0:0 | Malezja | Tinsulanon Stadium, Songkhla |
|                  |         |     |         |                              |

| 7 listopada 2000 | Laos | 0:50:3 | Malezja · 24', 54' Rusdi Suparman · 31' (k) Azman Adnan · 43' Hairuddin Omar · 89' Ahmad Shahrul Azhar Sofian | Tinsulanon Stadium, Songkhla |
|                  |      |        | |                              |

| 7 listopada 2000 | Kambodża | 0:60:1 | Wietnam · 16', 80' Lê Huỳnh Đức · 55' Nguyễn Văn Sỹ · 58' Nguyễn Hồng Sơn · 74', 86' Vũ Công Tuyền | Tinsulanon Stadium, Songkhla |
|                  |          |        | |                              |

| 9 listopada 2000 | Malezja · Azman Adnan 21' · Hairuddin Omar 47' · Ahmad Shahrul Azhar Sofian 62' | 3:21:0 | Kambodża · 74' Pok Chanthan · 86' Hok Sochetra | Tinsulanon Stadium, Songkhla |
|                  |                                                                                 |        |                                                |                              |

| 9 listopada 2000 | Singapur · Rafi Ali 8' · Nazri Nasir 22' · Steven Tan Teng Chuan 90' | 3:02:0 | Laos | Tinsulanon Stadium, Songkhla |
|                  |                                                                      |        |      |                              |

| 11 listopada 2000 | Kambodża · Hok Sochetra 59', 76' · Chea Makara 70' | 3:00:0 | Laos | Tinsulanon Stadium, Songkhla |
|                   |                                                    |        |      |                              |

| 11 listopada 2000 | Wietnam · Lê Huỳnh Đức 62' | 1:00:0 | Singapur | Tinsulanon Stadium, Songkhla |
|                   |                            |        |          |                              |

| 13 listopada 2000 | Malezja · Azman Adnan 63' | 1:00:0 | Brunei | Tinsulanon Stadium, Songkhla |
|                   |                           |        |        |                              |

| 13 listopada 2000 | Singapur | 0:50:2 | Tajlandia · 8' Văn Sỹ Thủy · 18' Vũ Công Tuyền · 50' Nguyễn Văn Sỹ · 61' Vũ Minh Hiếu · 88' Phạm Hùng Dũng | Tinsulanon Stadium, Songkhla |
|                   |          |        | |                              |

### Faza pucharowa
|  |              |           |           |                   |   |           |           |       |
|  | Półfinały    | Półfinały | Półfinały |                   |   | Finał     | Finał     | Finał |
|  | Półfinały    | Półfinały | Półfinały |                   |   | Finał     | Finał     | Finał |
|  | 16 listopada |           |           |                   |   |           |           |       |
|  |              |           |           |                   |   |           |           |       |
|  | Indonezja    | Indonezja | 3         |                   |   |           |           |       |
|  | Indonezja    | Indonezja | 3         | 18 listopada      |   |           |           |       |
|  | Wietnam      | Wietnam   | 2         |                   |   |           |           |       |
|  | Wietnam      | Wietnam   | 2         |                   |   | Tajlandia | Tajlandia | 4     |
|  | 16 listopada |           |           |                   |   | Tajlandia | Tajlandia | 4     |
|  |              |           | Indonezja | Indonezja         | 1 |           |           |       |
|  | Tajlandia    | Tajlandia | Indonezja | Indonezja         | 1 | 2         |           |       |
|  | Tajlandia    | Tajlandia |           |                   |   |           |           |       |
|  | Malezja      | Malezja   | 0         |                   |   |           |           |       |
|  | Malezja      | Malezja   | 0         | Mecz o 3. miejsce |   |           |           |       |
|  |              |           |           |                   |   |           |           |       |
|  | 18 listopada |           |           |                   |   |           |           |       |
|  |              |           |           |                   |   |           |           |       |
|  | Wietnam      | Wietnam   | 0         |                   |   |           |           |       |
|  | Wietnam      | Wietnam   | 0         |                   |   |           |           |       |
|  | Malezja      | Malezja   | 3         |                   |   |           |           |       |
|  | Malezja      | Malezja   | 3         |                   |   |           |           |       |

#### Półfinały
| 16 listopada 2000 | Wietnam · Nguyễn Hồng Sơn 45' · Vũ Công Tuyền 90' | 2:3 (dogr.)1:1 | Indonezja · 39', 120' Gendut Doni Christiawan · 75' Matheus Nurdiantara | Stadion Narodowy Rajamangala, Bangkok |
|                   |                                                   |                |                                                                         |                                       |

| 16 listopada 2000 | Tajlandia · Kiatisuk Senamuang 30' · Tawan Sripan 35' | 2:0 | Malezja | Stadion Narodowy Rajamangala, Bangkok |
|                   |                                                       |     |         |                                       |

#### Mecz o 3 miejsce
| 18 listopada 2000 | Wietnam | 0:30:1 | Malezja · 42' Rosdi Talib · 59', 90' Rusdi Suparman | Stadion Narodowy Rajamangala, Bangkok |
|                   |         |        |                                                     |                                       |

#### Finał
| 18 listopada 2000 | Tajlandia · Worrawoot Srimaka 14', 18', 32' · Tanongsak Prajakkata 65' | 4:13:1 | Indonezja · 20' Uston Nawawi | Stadion Narodowy Rajamangala, Bangkok |
|                   |                                                                        |        |                              |                                       |

| Puchar Tygrysa 2000 |
| ------------------- |
| TAJLANDIA 2. TYTUŁ  |

## Nagrody
| MVP                | Złoty But                            | Fairplay |
| ------------------ | ------------------------------------ | -------- |
| Kiatisuk Senamuang | Gendut Christiawan Worrawoot Srimaka | Malezja  |

## Strzelcy
| Bramki | Strzelcy                |
| ------ | ----------------------- |
| 5      | Gendut Doni Christiawan |
| 5      | Worrawot Srimaka        |
| 4      | Rusdi Suparman          |
| 4      | Kiatisuk Senamuang      |
| 4      | Vũ Công Tuyền           |
| 3      | 4 zawodników            |
| 2      | 5 zawodników            |
| 1      | 22 zawodników           |